# Vlag van Granada (provincie)

Vlag van de provincie Granada

De vlag van de Spaanse provincie Granada bestaat uit een groen veld met in het midden het provinciale wapen. Dit wapen, dat sinds 1969 in gebruik is, toont in het midden een granaatappel in een zilveren veld; Grenada is Spaans voor "granaatappel". Het veld waarin de granaatappel staat wordt omringd door afbeeldingen van kastelen en leeuwen. Het schild is gekroond met de kroon van Isabella I van Castilië. De vlag werd op 26 februari 2008 goedgekeurd door de provinciale raad en op 3 maart 2008 voorgelegd aan het directoraat-generaal van het lokale bestuur.

## Historische vlaggen

Vlag van het islamitische Koninkrijk Granada (1238 – 1492)
Vlag van het christelijke Koninkrijk Granada (Kroon van Castilië) (1492 – 1833)